# Municipio de Eldora (Carolina del Norte)
El municipio de Eldora (en inglés: Eldora Township) es un municipio ubicado en el  condado de Surry en el estado estadounidense de Carolina del Norte. En el año 2010 tenía una población de 3.715 habitantes.

## Geografía
El municipio de Eldora se encuentra ubicado en las coordenadas 36°23′25.49″N 80°36′37.23″O / 36.3904139, -80.6103417.